# Шитовичи
Шитовичи — деревня в Вышневолоцком городском округе Тверской области.

## География
Деревня расположена на берегу реки Шегра в 28 км на юг от города Вышний Волочек.

## История
Упоминается в 80-90-х годах XII в. в берестяной грамоте ,найденной на Федоровской стороне Новгорода..
В 1762 году в селе была построена каменная Вознесенская церковь с 3 престолами.
В 1797 году село Шитовичи было центром Вознесенской экономической вотчины. В 1812 году в селе было 44 души экономических крестьян (мужчин). После 1840 года село входило в состав Подольховского общества Артюхинской волости государственных крестьян. Через Шитовичи проходила дорога на Ржев. Государственные крестьяне несли дорожную, подводную, постоянную и другие повинности.
В конце XIX — начале XX века (с 1861 по 1922 год) село входило в состав Домославской волости Вышневолоцкого уезда Тверской губернии. В 1886 году в нём проживало 16 человек лиц духовного сословия, 3 человека мещан, 71 человек бывших государственных крестьян, бобылей - 1 человек. Кроме Вознесенской церкви была и Вознесенская каменная часовня 1827 года постройки, церковно-приходская школа, торговая лавка, кузница.
С 1924 по 1924 год деревня входила в состав Ильинского сельсовета Вышневолоцкого района Тверского округа Московской области. Позднее оно относилось к Еляковскому сельскому Совету. С 1935 года — в составе Калининской области. В 1954 году Шитовичи вошли в состав Ильинского сельского Совета. С 2005 года — в составе Княщинского сельского поселения, с 2019 года — в составе Вышневолоцкого городского округа.

## Население
| 1859 | 2002 | 2010 |
| ---- | ---- | ---- |
| 69   | ↘8   | ↘6   |

## Достопримечательности
В деревне расположена недействующая каменная Церковь Вознесения Господня (1762) с 3-мя престолами.
На юг, от деревни находится небольшой, насыпной курган. В окрестностях расположено  более сотни курганов, представляющих собой остатки древнеязыческого финнославянского погребального комплекса, расположенного на правом берегу реки Щегрина. Рядом в сосновом бору находятся остатки древнего селища, прозванном Селиваниха. Археологические раскопки, проведенные в этих местах подтверждают, что в этих местах в XII-XIII веках находился административный и культурный центр Новгородской республики. Об этом свидетельствуют, в частности, найденные археологическими экспедициями печати Новгородских князей Ярослава Изяславича и Святополка Мстиславича. В Новгородской писцовой книге Деревской пятины 1495 года в Заборовском погосте упоминается населенный пункт Селиваново.